# Perophora jacerens
Perophora jacerens är en sjöpungsart som först beskrevs av Takasi Tokioka 1954.  Perophora jacerens ingår i släktet Perophora och familjen Perophoridae. Inga underarter finns listade i Catalogue of Life.